# Sint-Theobalduskapel (Brecht)

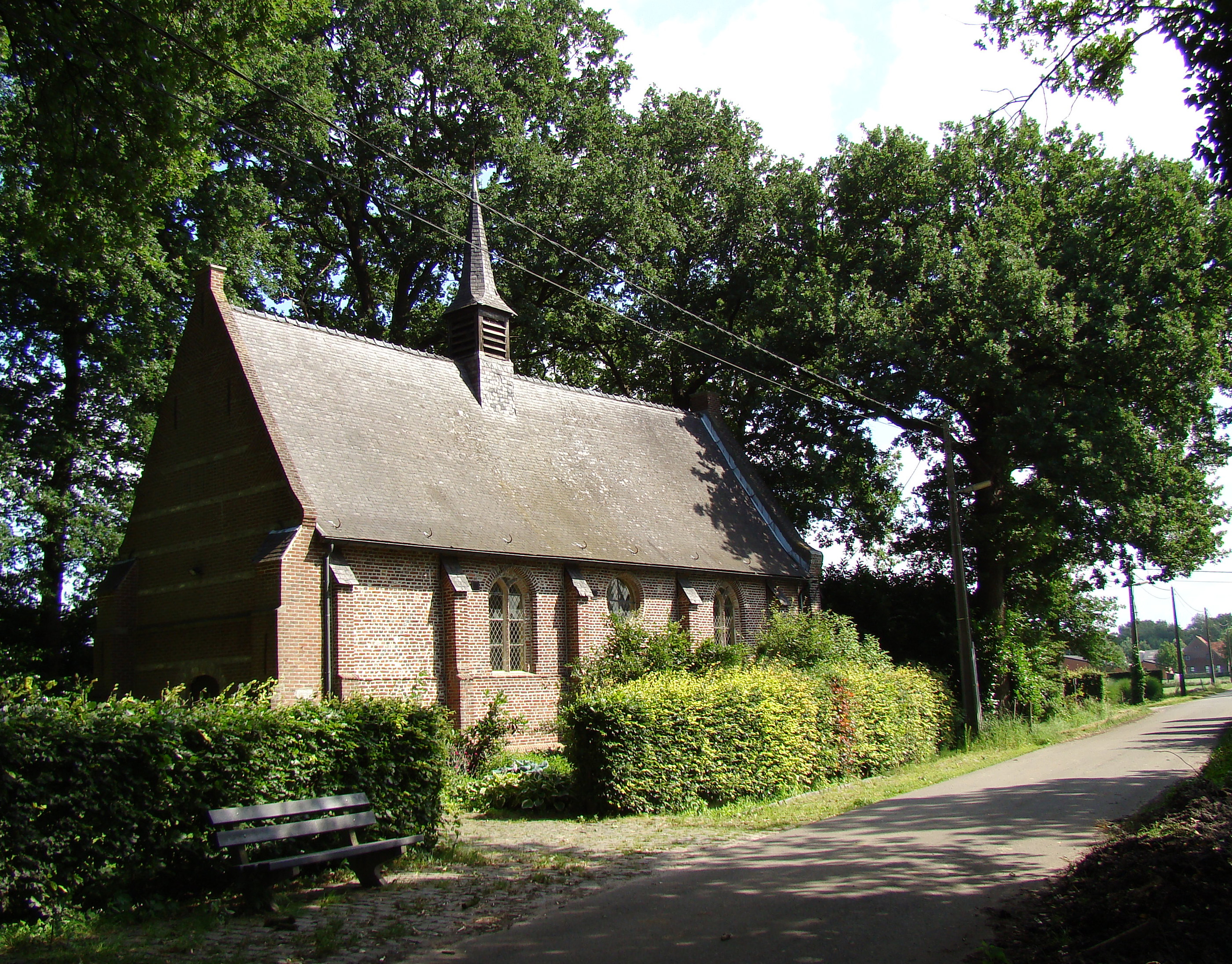
Sint-Theobalduskapel

De Sint-Theobalduskapel of Lochtsekapel is een kapel in de Antwerpse plaats Brecht, gelegen aan Tilburgbaan 69 in het gehucht Locht.

## Geschiedenis
Deze kapel bestond al in 1436 maar werd door Spaanse troepen verwoest. In 1613 werd de kapel herbouwd in gotische stijl. Vanouds kon men er wijwater bekomen dat naar verluidt zeer heilzaam tegen kinkhoest zou zijn.
De kapel werd nog hersteld in 1937, 1963 en 1981.

## Gebouw
Het betreft een kapel op rechthoekige plattegrond onder zadeldak. Op het dak bevindt zich een dakruiter. De voorgevel toont vlechtingen en speklagen.

## Interieur
De kapel bezit beelden van Sint-Adrianus (begin 16e eeuw), Sint-Jozef met kind (18e eeuw) en Sint-Theobaldus (18e eeuw).